# Heinrich Friedrich Haker

Heinrich Friedrich Haker im Jahr 1891

Heinrich Friedrich Haker (* 8. November 1823 in Gersdin bei Franzburg; † 28. Oktober 1907 in Stettin) war ein deutscher Kaufmann.

## Leben
Heinrich Friedrich Haker war das erste Kind des Statthalters Christoph Moritz Haker und dessen Ehefrau Johanne Marie Wilhelmine geb. Huth. Nach zwei Jahren Dorfschule besuchte er erst die Volks-, dann die Bürgerschule in Tribsees. Danach machte er eine Kaufmannslehre. Nach Anfängen in Demmin und Anklam kam er nach Stralsund zum Geheimen Kommerzienrat Ferdinand August Spalding (1780–1860). Während dieser Zeit schrieb Haker auch politische Artikel für die Deutsche Zeitung. Nach sechseinhalbjähriger Tätigkeit nahm er seinen Abschied bei Spalding und begab sich auf Geschäftsreisen nach Polen, Belgien, Dänemark und Norwegen.
Im Juli 1852 trat er in das größte Geschäftshaus Stettins, die Firma Müller & Marchand, ein. Fünf Jahre später machte er sich mit seinem Freund Adolf Rosenow selbständig und gründete eine Getreidehandelsfirma. 1862 wurde Haker in die Stettiner Stadtverordnetenversammlung gewählt, der er 36 Jahre angehörte. Er gehörte der liberalen Partei an. 1876 wurde er zum Kommerzienrat ernannt. 1885 wurde er Obervorsteher der Stettiner Kaufmannschaft. 
Haker war seit 1857 mit Johanna Wolter, der einzigen Tochter des Thießower Lotsenkommandeurs Johann Caspar Wolter und dessen Frau Adolphine, geb. Wegener, verheiratet.